# Elmas
Elmas (Su Masu in sardo) è un comune italiano di 9 480 abitanti della città metropolitana di Cagliari in Sardegna. Il comune fu soppresso nel 1937, ritornando una frazione di Cagliari. Nel 1989 acquisì nuovamente la propria autonomia. Nel suo territorio si trova l'aeroporto di Cagliari-Elmas.

## Origini del nome
Il toponimo Elmas deriverebbe dal catalano  El Maso, poi El Mas, in riferimento alla presenza di una mansio di epoca romana.

## Storia
Il territorio dove sorge Elmas fu abitato sin dall'epoca preistorica. I rinvenimenti risalgono al Neolitico recente e alla civiltà nuragica. L'area mostra il successivo insediamento punico e in seguito quello dei Romani che qui vi edificarono una "mansio", una sorta di villaggio organizzato al servizio di alcune famiglie patrizie che nei dintorni avevano fissato la loro residenza.

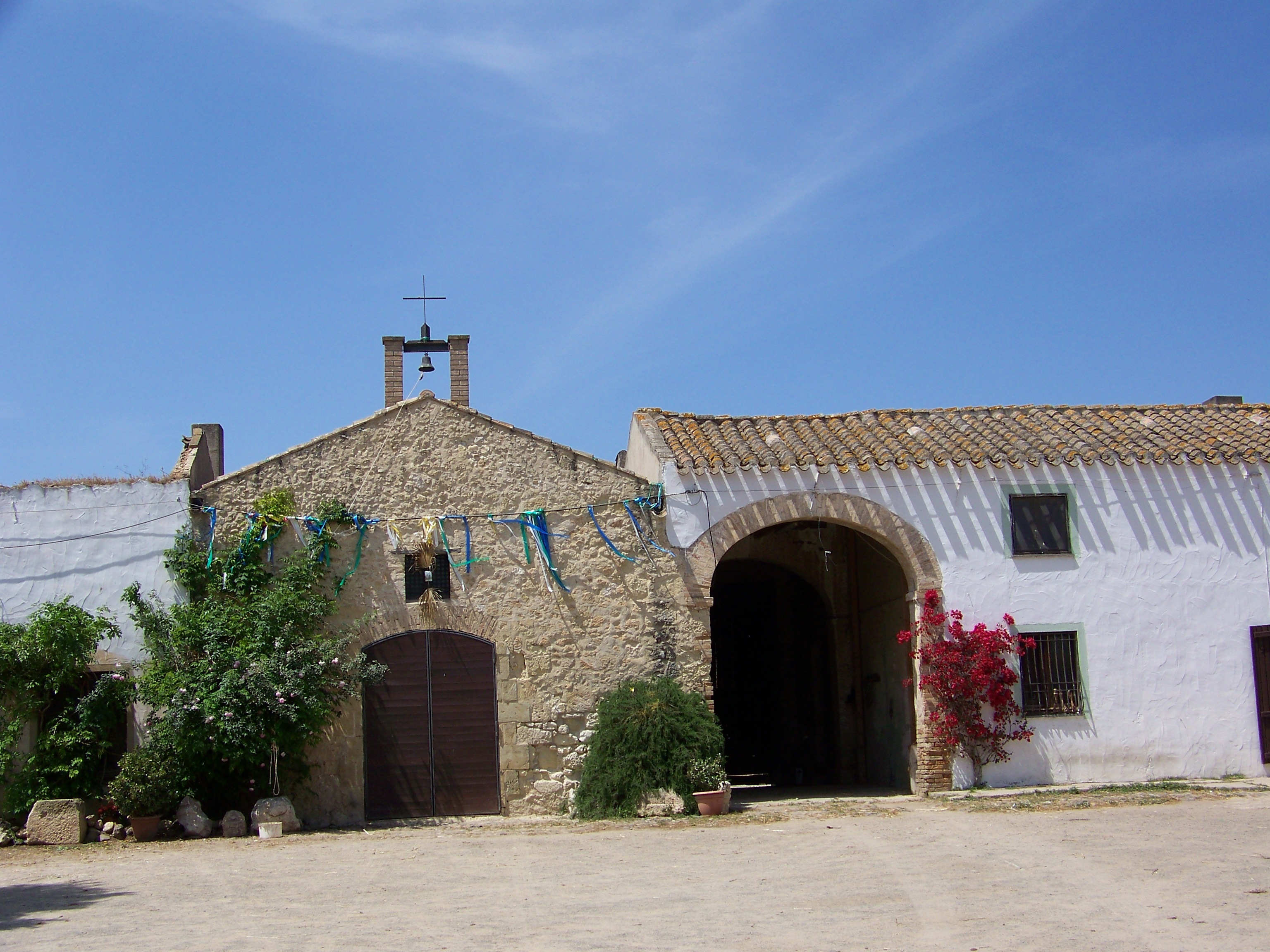
Chiesa di Santa Caterina, XI secolo

Nel Medioevo assunse importanza il villaggio di Semelia, parte del giudicato di Cagliari, nella curatoria del Campidano di Càlari, dove venne edificata la chiesa di Santa Caterina, citata in una bolla papale di Gregorio VII del luglio 1079. Nel 1258 con la fine del giudicato cagliaritano, la zona passò prima alla repubblica di Pisa e poi, dopo la battaglia di Lucocisterna (1324), svoltasi nei pressi dell'odierno aeroporto, alla corona d'Aragona che la affidò a varie famiglie di feudatari. Da quanto si apprende nell'atto del 1528 in cui Carlo V donava a Isabella Sanjust questo territorio, Semelia si era spopolata mentre un altro villaggio vicino, "Villa del Mas" risultava popolato.
Il 26 ottobre 1946 una terribile alluvione, causato dall’esondazione del Rio Matzeu, mise in ginocchio l’hinterland cagliaritano, Elmas e Sestu in particolare. L'alluvione causò la morte di 21 persone e danni ingentissimi, in particolare decine e decine di case distrutte dall’acqua. Le persone rimaste senza un tetto furono circa 900, 600 a Elmas e 300 a Sestu .
Elmas divenne comune autonomo nel 1839 per venire aggregato a Cagliari nel 1937 e poi riconquistare l'autonomia nel 1989.

### Simboli
Lo stemma e il gonfalone del comune di Elmas sono stati concessi con decreto del presidente della Repubblica del 24 aprile 2000.
Il gonfalone è un drappo di bianco.

## Monumenti e luoghi d'interesse

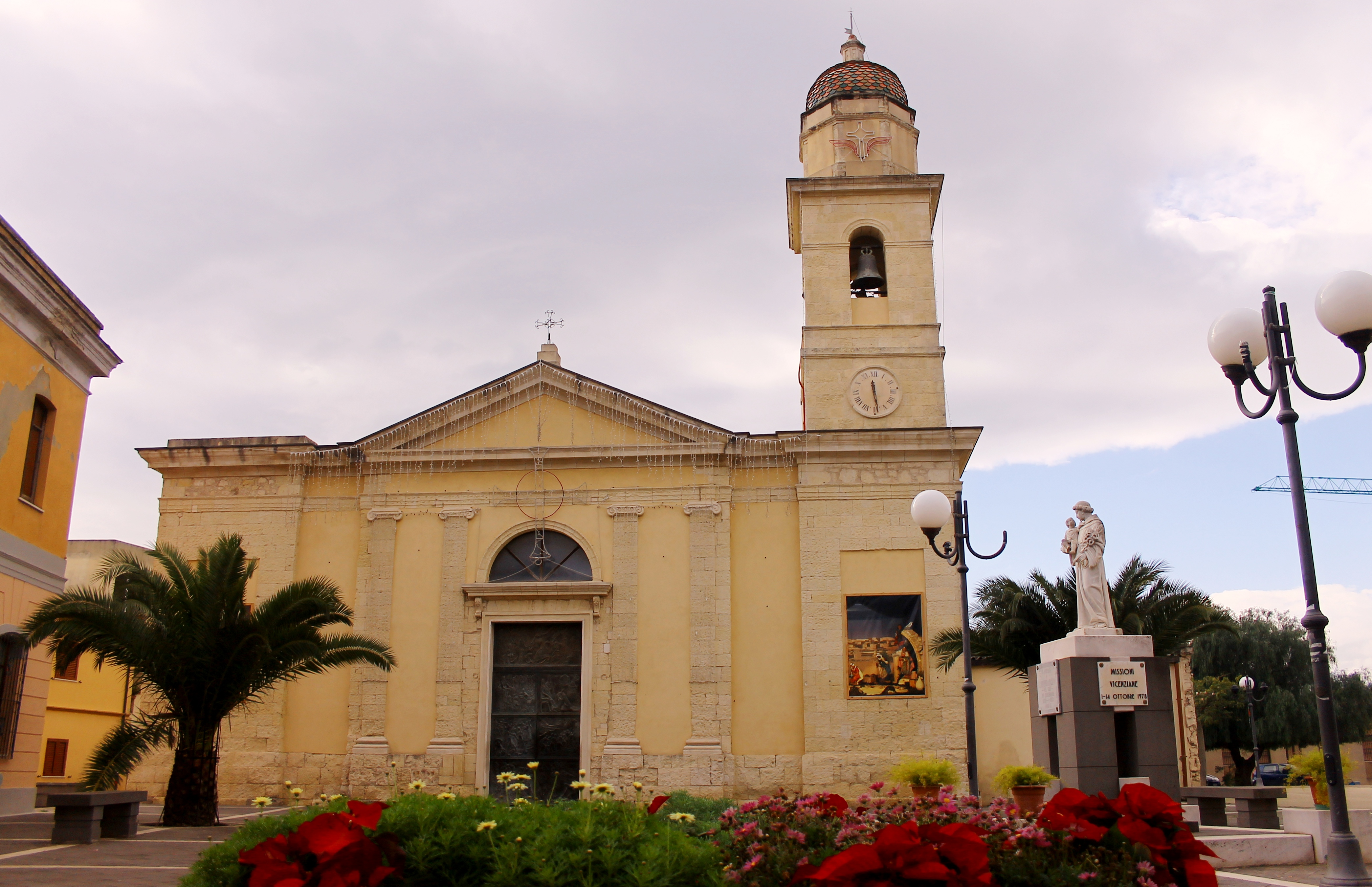
Chiesa di San Sebastiano

### Architetture religiose
- Chiesa di Santa Caterina d'Alessandria
- Chiesa di San Sebastiano

### Architetture civili
- Casa Asquer, casa della famiglia Asquer.
- Piazza Suella. La piazza principale della città, dedicata a Salvatore Suella, sottotenente caduto in combattimento nella Seconda guerra mondiale e Medaglia d'Argento al valor militare.[9]
- Teatro comunale.

### Architetture militari
- Aeroporto militare[10]

### Aree naturali
- Stagno di Santa Gilla

## Società

### Evoluzione demografica
Abitanti censiti

Etnie e minoranze straniere
Al 31 dicembre 2022 a Elmas risiedevano 292 cittadini stranieri, pari al 3,1% della popolazione totale. Le nazionalità straniere più numerose sono:
- Senegal 65
- Cina 45
- Romania 35

### Lingue e dialetti
A Elmas si parla la lingua italiana e la parlata locale ovvero il campidanese-cagliaritano.

## Infrastrutture e trasporti

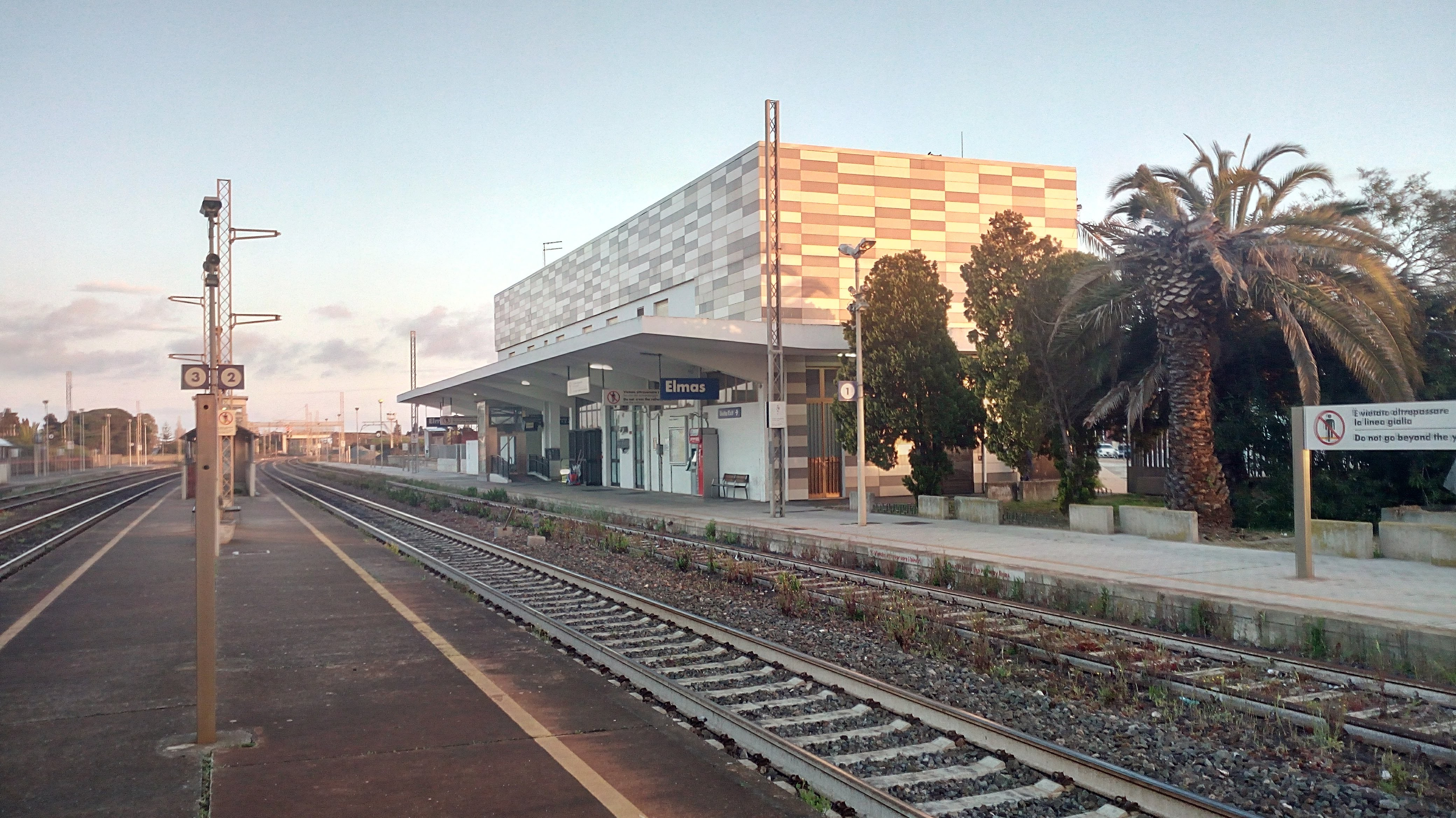
Stazione di Cagliari Elmas

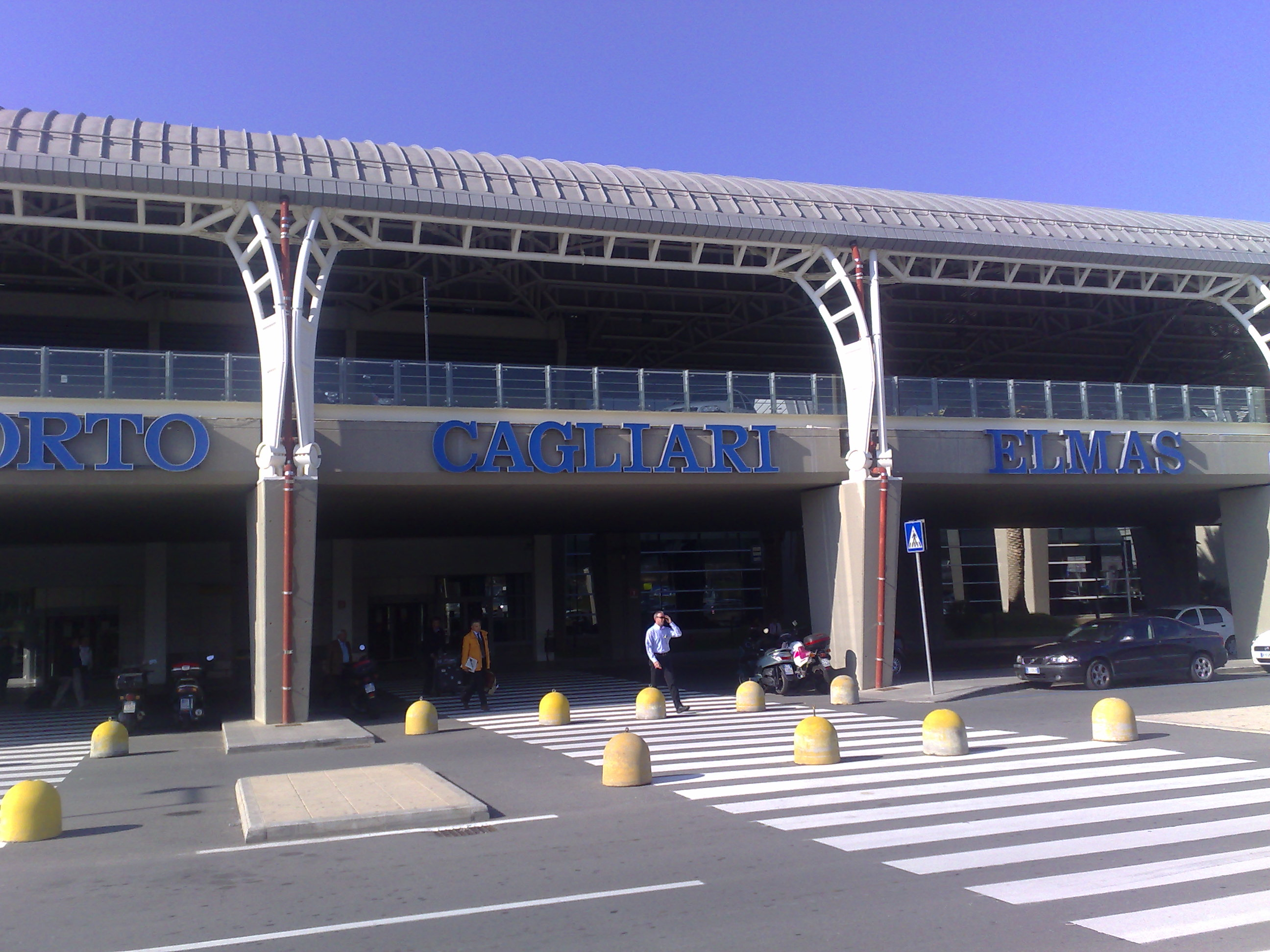
Ingresso dell'aeroporto di Cagliari Elmas

### Strade
La principale via d'accesso all'abitato di Elmas è la SS 130, che si sviluppa immediatamente a nord del perimetro urbano e che collega il comune con Cagliari e il suo hinterland. Sempre a nord del borgo la SP8 permette i collegamenti con Sestu e con la SS 131.

### Ferrovie
Nel comune, attraversato a sud dalla ferrovia Cagliari-Golfo Aranci, vi sono la stazione di Cagliari Elmas e la stazione di Elmas Aeroporto. Entrambi gli impianti sono serviti sia dai treni del servizio ferroviario metropolitano di Cagliari, sia dai treni regionali (nel caso di Elmas Aeroporto anche regionali veloci), di Trenitalia. La fermata dell'aeroporto interessa tutti i treni in transito.

### Aeroporti
L'aeroporto di Cagliari-Elmas è il principale scalo aereo della Sardegna per passeggeri movimentati, attivo sia per voli nazionali che internazionali.

### Mobilità urbana
I servizi del CTM e ARST collegano Elmas con Cagliari e coi comuni limitrofi.

## Amministrazione
| Periodo         | Periodo         | Primo cittadino  | Partito                                             | Carica  | Note   |
| --------------- | --------------- | ---------------- | --------------------------------------------------- | ------- | ------ |
| 23 aprile 1995  | 27 aprile 1997  | Giovanni Ruggeri | liste civiche di centro-sinistra                    | Sindaco | [ 15 ] |
| 27 aprile 1997  | 13 maggio 2001  | Mario Mura       | Lista civica                                        | Sindaco | [ 16 ] |
| 13 maggio 2001  | 28 maggio 2006  | Giuseppe Collu   | Lista civica                                        | Sindaco | [ 17 ] |
| 28 maggio 2006  | 15 maggio 2011  | Valter Piscedda  | Lista civica                                        | Sindaco | [ 18 ] |
| 15 maggio 2011  | 5 giugno 2016   | Valter Piscedda  | Lista civica "Continuità e Sviluppo"                | Sindaco | [ 19 ] |
| 6 giugno 2016   | 11 ottobre 2021 | Antonio Ena      | Lista civica "Continuità e Sviluppo per Elm@s"      | Sindaco | [ 20 ] |
| 11 ottobre 2021 | in carica       | Maria Laura Orrù | Lista civica "Elmas città futura" (centro-sinistra) | Sindaco | [ 21 ] |

## Sport

### Impianti sportivi
- Stadio Edoardo Sanna nel complesso sportivo Tanca linarbus.